# Pangai
Pangai est la principale ville de l'île de Lifuka et le chef-lieu du groupe insulaire de Ha'apai, aux Tonga.
Cette bourgade peuplée de 2 000 habitants environ conserve une église catholique (Siasi Katolika) et plusieurs maisons de style traditionnel ou colonial. Holopeka Road, qui relie le centre-ville au port, est un des axes majeurs de la cité et rassemble de nombreuses boutiques.
Le cimetière de la ville abrite la sépulture de Shirley Waldemar Baker, missionnaire méthodiste et premier ministre du roi George Tupou Ier, mort à Pangai le 16 novembre 1903.
Un aérodrome est implanté à cinq kilomètres au nord de Pangai.